# Petrus Corylander (1612–1682)
Petrus Corylander, född 1612 i Hässleby församling, död 2 september 1682 i Kullerstads församling, Östergötlands län, var en svensk präst.

## Biografi
Corylander föddes 1612 i Hässleby församling. Han var son till bonden Emund Svensson på Tunghult. Corylander studerade vid gymnasiet och prästvigdes 22 augusti 1643 till domesticus episcopi. Han blev 1644 huspredikant på Sturefors och 1645 komminister i Sankt Anna församling. Corylander blev 1648 kollega vid Vadstena trivialskola och 1652 komminister i Vadstena församling. Från 1657 till 1661 var han krigspräst. Corylander blev 1663 kyrkoherde i Kullerstads församling. Han avled 1682 i Kullerstads församling och begravdes 22 september samma år av biskop Magnus Johannis Pontin.

### Familj
Corylander gifte sig första gången med Maria Andersdotter (död 1655), som var dotter till kyrkoherden Andreas Matthiæ och Elisabeth Persdotter i Björkebergs församling. De fick tillsammans dottern Elisabeth Corylander (död 1654). Han gifte sig andra gången med Barbro Bruzaeus, som var dotter till kyrkoherden Johannes Bruzæus och Anna Gyllenållon i Hagebyhöga församling, och tredje gången 3 december 1663 med Brita Olofsdotter Kylander som var dotter till kyrkoherden Nicolaus Johannis Kylander i Mjölby församling samt änka efter kyrkoherdarna Jonas Neokylanderoch kyrkoherden Jonas Petri Falkius i Kullerstads församling. Han gifte sig fjärde gången med Ingrid Labander, som var dotter till kyrkoherden Nicolaus Benedicti och Ingrid Hemmingsdotter i Hjorteds församling.